# Sound of R.E.L.S.
Sound of R.E.L.S. – fiński zespół muzyczny z gatunku eurodance założony przez piosenkarza Ressu Redford. Popularność zdobył dzięki coverowi Steve'a Kekana: Raising My Family. W 1997 wokalistka Suzie Aldabbagh odeszła z zespołu. Nową wokalistką została Amina Hietikko.

## Albumy
- Sound of R.E.L.S. (1995)
- Crazy Music (1996)
- Extra (1997)